# Благовещенье (Большесельский район)
Благовещенье — село в Благовещенском сельском поселении Большесельского района Ярославской области. Сельское поселение традиционно называется по этому селу, где ранее был сельсовет, но администрация поселения находится в деревне Борисовское.
Благовещенье расположено на небольшом удалении от правого берега реки Ахробость, правого притока Черёмухи.

## Население
По данным статистического сборника «Сельские населенные пункты Ярославской области на 1 января 2007 года», в селе Благовещенье проживает 34 человека. По топокарте 1975 года в деревне проживало 23 человека.

## История
Погост Благовещенской указан на плане Генерального межевания Борисоглебского уезда 1792 года. В 1825 году Борисоглебский уезд был объединён с Романовским уездом. По сведениям 1859 года Благовещенье относилось к Андреевской волости Романово-Борисоглебского уезда.

## Население
| 1859 | 2002 | 2007 | 2010 |
| ---- | ---- | ---- | ---- |
| 24   | ↗29  | ↗34  | →34  |

## Достопримечательности
В селе расположена действующая Церковь Благовещения Пресвятой Богородицы (1754) и недействующая Церковь Илии Пророка (1776).